# تتسزو ایواموتو
تتسزو ایواموتو ((به ژاپنی: 岩本 徹三 Tetsuzō Iwamoto); ۱۵ ژوئن ۱۹۱۶ – ۲۰ مهٔ ۱۹۵۵) فرد نظامی اهل ژاپن بود.
یکی از برترین خلبانان در میان خلبانان جنگنده خدمات هوایی نیروی دریایی امپراتوری ژاپن (IJNAS) بود. او در سال ۱۹۳۴ وارد نیروی دریایی امپراتوری ژاپن شد و آموزش خلبانی را در دسامبر ۱۹۳۶ به پایان رساند.
اولین نبرد او بر سر چین در اوایل سال ۱۹۳۸ رخ داد. او به عنوان یکی از برترین آسهای امپراتوری ژاپن در طول جنگ جهانی دوم ظاهر شد که با حداقل ۸۰ پیروزی هوایی از جمله ۱۴ پیروزی در چین شناخته شد. متعاقباً، او میتسوبیشی زیروها را از ناو هواپیمابر «ناو هواپیمابر ژاپنی زوئیکاکو» از دسامبر ۱۹۴۱ تا مه ۱۹۴۲، از جمله در نبرد دریای مرجان پرواز کرد. ایواموتو هواپیماهای خود را با علامت پیروزیها از ساکورا گل تزئین کرد، با یک گل تک شکوفه یا دو شکوفه که به ترتیب به هواپیمای سرنگون شده دشمن هواگرد جنگنده یا بمب‌افکن اشاره دارد.
در اواخر سال ۱۹۴۳، گروه هوایی ایواموتو به رابائول فرستاده شد که نتیجه آن سه ماه نبرد هوایی علیه حملات هوایی متفقین بود. مأموریت‌های بعدی تالاب چوک در جزایر کارولین و فیلیپین بودند که در اکتبر ۱۹۴۴ به عنوان پرچمدار منصوب شد. پس از تخلیه فیلیپین، ایواموتو در دفاع خانگی خدمت کرد و خلبانان کامی‌کازه را آموزش داد.
در نتیجه استفاده ژاپنی‌ها از شیوه‌های دریایی بریتانیا، سیستم امتیازدهی خدمات هوایی نیروی دریایی امپراتوری ژاپن بر اساس سیستمی بود که نیروی دریایی سلطنتی و نیروی هوایی سلطنتی (RAF) از جنگ جهانی اول تا جنگ جهانی دوم اتخاذ کردند. این سیستم با سیستم امتیاز دهی که در طول جنگ جهانی دوم توسط برخی کشورها استفاده می‌شد متفاوت بود. تحقیقاتی که توسط دانشگاهیان به نام‌های ایزاوا و هاتا در سال ۱۹۷۱ انجام شد، امتیاز او را حدود ۸۰ یا بیشتر از ۸۷ تخمین زد. در دسامبر ۱۹۹۳، ایزاوا نوشت که ایواموتو «عملاً» برترین آس در خدمات هوایی نیروی دریایی امپراتوری ژاپن بود.
تا اواسط سال ۱۹۴۴، تنها دو خلبان جنگنده خدمات هوایی نیروی دریایی امپراتوری ژاپن باقی مانده بودند که بیش از ۱۰۰ پیروزی را به دست آوردند. بسته به مجموع‌های مختلف ذکر شده، تتسوزو ایواموتو یا هیرویوشی نیشیزاوا برترین تک خال ژاپن بود. ایواموتو به عنوان رهبر Chūtai (شرکت پرواز، اسکادران ۸ تا ۱۶ جنگنده) شناخته می‌شد.
ایواموتو یکی از معدود بازماندگان خدمات هوایی نیروی دریایی امپراتوری ژاپن در اوایل جنگ جهانی دوم بود. او بر سر اقیانوس هند و اقیانوس آرام از شمال تا جنوب جنگید و حتی در ماه‌های آخر جنگ به آموزش خلبانان جوان پرداخت. مانند بسیاری از کهنه سربازان ژاپنی، ایواموتو نیز پس از جنگ دچار افسردگی شده است. دفتر خاطرات او پس از مرگش با ادعای نابودی ۲۰۲ هواپیمای متفقین پیدا شد.
همچنین برندهٔ جوایزی همچون نشان بادبادک طلایی و نشان خورشید فروزان شده است.

## اوایل زندگی
تتسوزو سومین پسر خانواده ایواموتو بود. او در ۱۵ ژوئن ۱۹۱۶ در یک شهر مرزی، بخش جنوبی کارافوتو به دنیا آمد، سپس در ساپورو، هوکایدو، ژاپن بزرگ شد. او در دوران دبستان از اسکی لذت می‌برد. زمانی که او در ساپورو زندگی می‌کرد، پدرش یک افسر ارشد پلیس بود.
هنگامی که او ۱۳ ساله بود، پدرش بازنشسته شد و تتسوزو با خانواده اش به زادگاه پدرش، ماسودا، استان شیمانه نقل مکان کرد. او در دبیرستان کشاورزی و جنگلداری استان ماسودا تحصیل کرد. موضوعات مورد علاقه او در مدرسه ریاضیات و هندسه بود. در این دروس، او همیشه در گزارش مدرسه خود نمره "A" می‌گرفت.
او پسری فعال و زیرک بود. او به عنوان نوازنده ترومپت به گروه موسیقی برنج مدرسه ای پیوست. یکی دیگر از سرگرمی‌هایش پرورش گیاهان و گل‌ها بود. او در فصل ماهیگیری به ماهیگیران محلی کمک می‌کرد، صبح زود به ساحل شنی می‌رفت و ماهی‌ها را به داخل تور می‌برد. او گاهی در بحث و گفتگو با معلمان خود صحبت می‌کرد که برای دانش آموز مدرسه ای در ژاپن قبل از جنگ بسیار بی‌ادبانه بود. او به عنوان متفکرترین دانش آموز مدرسه خود به‌شمار می‌رفت.

## شروع حرفه نظامی
ایواموتو پس از فارغ‌التحصیلی از مدرسه در ۱۸ سالگی، حرفه نظامی خود را در سال ۱۹۳۴ آغاز کرد. تتسوزو به دنبال توصیه والدینش برای تحصیل در دوران جوانی به شهری بزرگ رفت و در آنجا قرار بود در امتحان ورودی کالج شرکت کند. با این حال، او مخفیانه برای پذیرش به عنوان نیروی هوایی نیروی دریایی امپراتوری ژاپن کلاس ۴ درخواست داد و امتحان داد و ۵ ماه بعد به کلاس ۳ ارتقا یافت. والدین او بسیار ناامید شده بودند، زیرا آنها به جای برادر بزرگش که قبلاً در یکی از دانشگاه‌های یک شهر بزرگ تحصیل می‌کرد و دیگر به ماسودا بازنمی‌گشت، به تتسوزو امید و اعتماد داشتند.